# Llista de guardonats del Contemporary Dance Price
A continuació es detallen els premiats en el Premi de Lausanne en la categoria de Contemporary Dance Price (Premi de Dansa Contemporània) des de 1999:

| Any  | Guardonat               | Escola                         | Nacionalitat  |
| ---- | ----------------------- | ------------------------------ | ------------- |
| 2014 | Precious Adams          | Bolshoi Ballet Academy, Moscou | Estats Units  |
| 2013 | Joel Woellner           |                                | Austràlia     |
| 2011 | Derrin Harper Watters   |                                | Estats Units  |
| 2010 | Lewis Turner            |                                | Regne Unit    |
| 2009 | Edo Wijnen              |                                | Bèlgica       |
| 2009 | Telmo Moreira           |                                | Portugal      |
| 2008 | Aleix Martínez          |                                | Espanya       |
| 2007 | Charles-Louis Yoshiyama |                                | França, Japó  |
| 2006 | Chengwu Guo             |                                | Xile          |
| 2005 | Jin Young Won           |                                | Corea del Sud |
| 2004 | Yi-Jee Jang             |                                | Corea del Sud |
| 2003 | Danqing Xu              |                                | Xile          |
| 2002 | Yuhui Choe              |                                | Corea del Sud |
| 2001 | Jaime Garcia Castilla   |                                | Espanya       |
| 2000 | Kenta Shimizu           |                                | Japó          |
| 1999 | Rina Kambe              |                                | Japó          |